# Rokitno (obwód brzeski)
Rokitno (biał. Ракітна; ros. Ракитно) – wieś na Białorusi, w obwodzie brzeskim, w rejonie łuninieckim, w sielsowiecie Dworzec.
Znajduje się tu filialna cerkiew prawosławna pw. św. Michała Archanioła z 1992 r., podlegająca parafii w Jaźwinkach. W pobliżu znajduje się przystanek kolejowy Rokitno, położony na linii Homel – Łuniniec – Żabinka.

## Historia
W dwudziestoleciu międzywojennym leżało w Polsce, w województwie poleskim, w powiecie łuninieckim, do 18 kwietnia 1928 w gminie Kożangródek, następnie w gminie Łuniniec. Po II wojnie światowej w granicach Związku Sowieckiego. Od 1991 w niepodległej Białorusi.